# Marek Balt

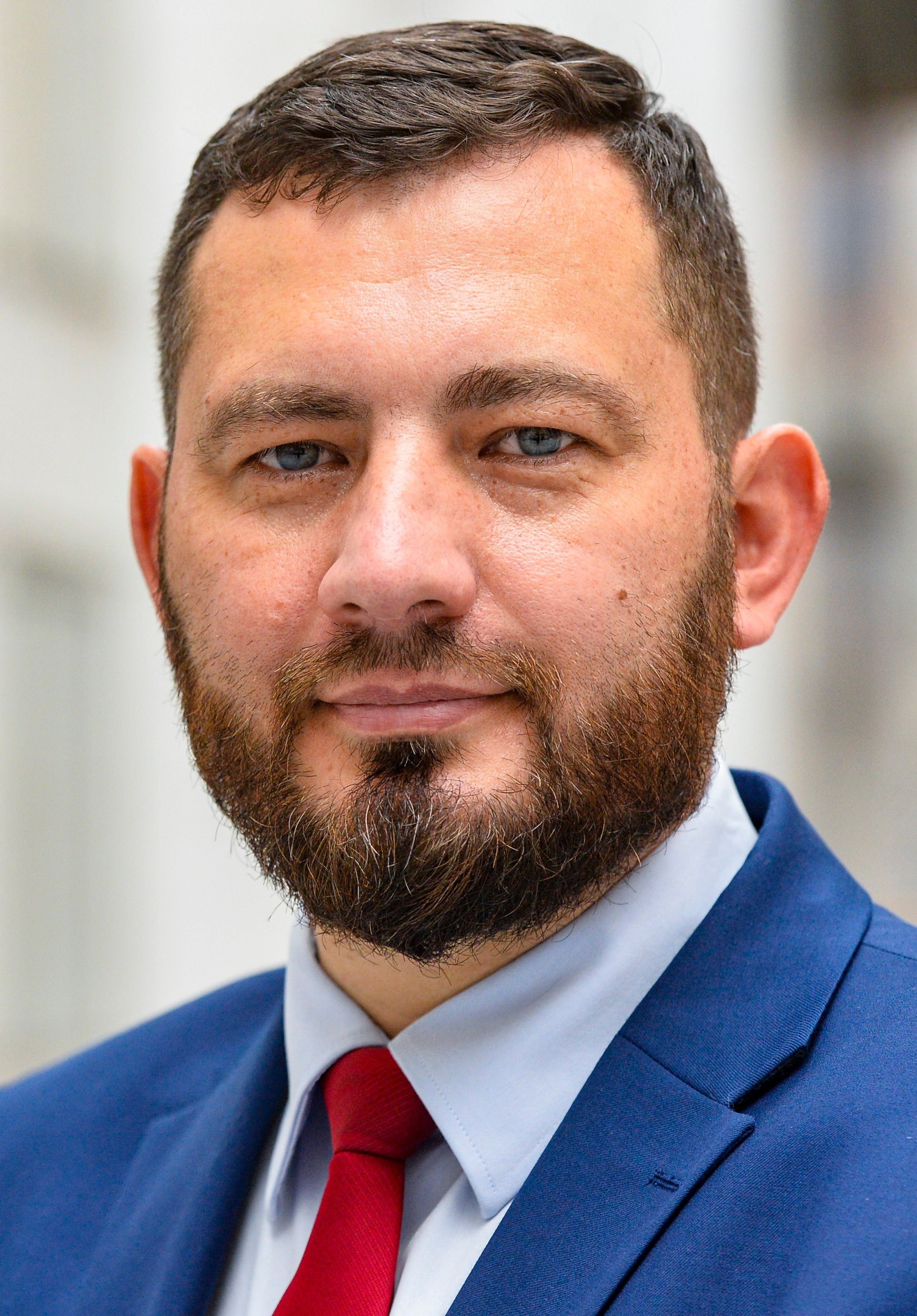
Marek Balt

Marek Paweł Balt (geboren am 8. April 1973 in Częstochowa) ist ein polnischer Politiker und Wirtschaftswissenschaftler. Er war von 2019 bis 2024  Mitglied des Europäischen Parlaments.

## Ausbildung
Balt hat an der Technischen Universität Częstochowa studiert. Er ist Mitglied der Sojusz Lewicy Demokratycznej (Allianz der Demokratischen Linken) (SLD).

## Politische Karriere

### Karriere in der Kommunalpolitik
Im Jahr 2004 kandidierte Balt erfolglos für das Europäische Parlament. Bei den Kommunalwahlen 2006 und 2010 wurde er in den Stadtrat von Częstochowa gewählt, von 2010 bis 2011 war er Vorsitzender des Stadtrats.

### Mitglied des polnischen Parlaments, 2011–2015
Bei den Parlamentswahlen 2011 errang er ein Parlamentsmandat und erhielt 5378 Stimmen. Im Jahr 2012 wurde er zum Vorsitzenden der SLD-Strukturen in der Woiwodschaft Schlesien  gewählt. Bei den Parlamentswahlen 2015 kandidierte er erfolglos für eine Wiederwahl zum Parlament.
Am 23. Januar 2016 wurde Balt stellvertretender Vorsitzender der SLD. Bei den Kommunalwahlen 2018 wurde Balt als Abgeordneter in die schlesische Regionalversammlung gewählt.

### Mitglied des Europäischen Parlaments
Balt wurde bei den Europawahlen 2019 Abgeordneter des Europäischen Parlaments und vertrat die Woiwodschaft Schlesien. Im Parlament war er im Ausschuss für Umweltfragen, öffentliche Gesundheit und Lebensmittelsicherheit tätig. Neben seinen Aufgaben in den Ausschüssen gehörte er der Delegation des Parlaments für die Beziehungen zu den Ländern Südostasiens und dem Verband Südostasiatischer Nationen (ASEAN) an. Ein Schwerpunkt seiner politischen Tätigkeit bei der EU war die Abwasserentsorgung. Bei der Europawahl 2024 trat er nicht mehr an, warb aber im Wahlkreis Częstochowa für einen ehemaligen Partei- und bisherigen Abgeordnetenkollegen, der zur Koalicja Obywatelska gewechselt war. Balt liegt mit Teilen seiner Partei im Streit, der er eine substanzlose EU-Wahlkampagne und das Durchsetzen basisferner Kandidaten vorwirft. Man habe Postulate wie einen Wohnungsfonds ausgegeben, die gar nicht auf Ebene der EU realisiert werden könnten.